# Third Ear
Third Ear er en dansk podcast, hvis faste redaktion består af de to stiftere Krister Molzen og Tim Hinman. Alexander Forsberg står for web, grafik og online management. Third Ear trækker på teknikker fra den klassiske radiomontage. 
Molzen og Hinman arbejdede sammen på Ultralyd, et montage-program på DR, der lukkede i 2007. I 2009 fik de under navnet Third Ear penge af Kunstrådet til at starte et internetmagasin. Deres første podcastfortælling hed "Guldhornene" og handlede om Guldhornene og om Sonni, der i 2006 stjal dem.
Third Ear har haft stor succes, især med de to serier "Kvinden med den tunge kuffert" og "I et forhold med ...".
"I et forhold med ..." blev i 2017 filmatiseret under titlen "En fremmed flytter ind" med manuskript af Krister Molzen og instruktøren Nicole Horanyi.

## Priser
Third Ear har både i 2010 og 2011 vundet Prix Marulic i kategorien dokumentar ved den internationale radiofestival, der bliver afholdt af den kroatiske radio HRT og European Broadcasting Union.
I 2012 modtog podcasten et etårigt legat fra Statens Kunstfond, og i 2015 modtog podcastduoen Statens Kunstfonds treårige arbejdslegat. 
I 2016 vandt Third Ear podcasten "Dobbeltgænger" af Thomas Arent Andersen prisen for bedste fremmedsprogede dokumentar på den amerikanske radio- og podcastfestival Third Coast. "Dobbeltgænger" handler om to unge mænd, der hedder det samme og som kommer i håndgemæng.
Third Ear modtog i 2017 en af Kronprinsparrets Priser, nemlig Kronprinsparrets Stjernedryspris.